# بيتر ارين
بيتر ارين (بالإنجليزية: Peter Warren)‏ (13 مايو 1953 في أستراليا - ) هو لاعب كريكت أسترالي. لعب مع فريق تسمانيا للكريكت.

## وصلات خارجية
- بيتر ارين على موقع إي آس بي آن كريك إنفو (الإنجليزية)